# Golo Brdo (gmina Medvode)
Golo Brdo – wieś w Słowenii, w gminie Medvode. W 2018 roku liczyła 493 mieszkańców.